# 菲律賓海軍

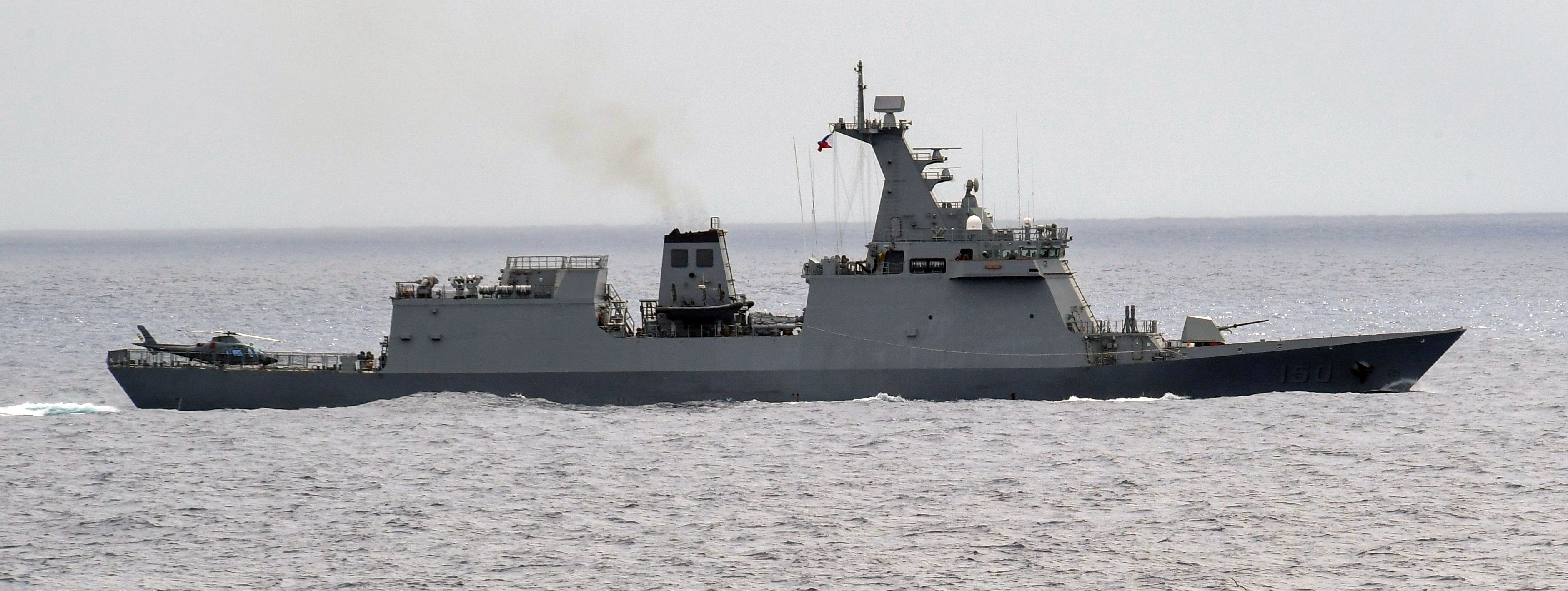
何塞·黎剎級巡防艦

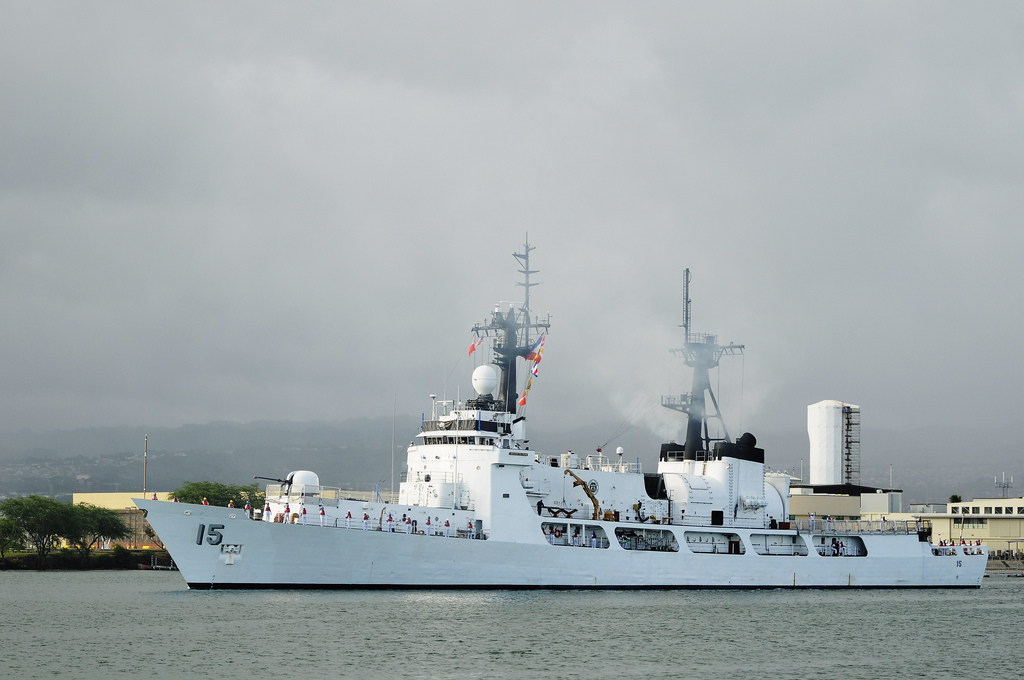
葛雷戈里奧·德爾·皮拉爾級巡防艦

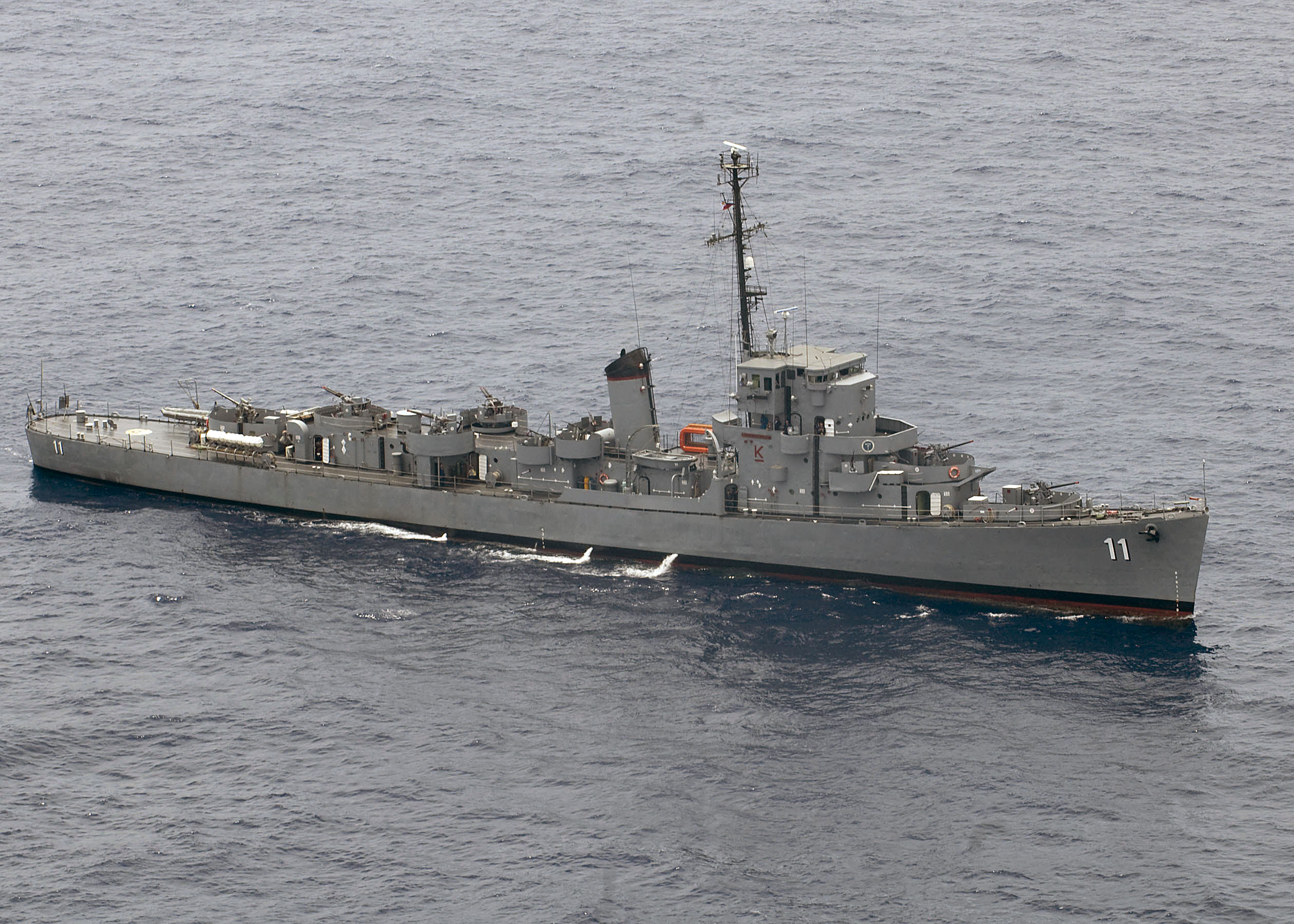
PF-11 拉賈・胡馬邦（2018年退役）

菲律賓海軍（英文：Philippine Navy）為菲律賓武裝部隊的組合部份之一，有3座分別位於三格莱/卡维持、三宝颜及宿霧的基地，規模約22,000名正規人員（其中菲律賓海軍陸戰隊約8,000名人員和菲律賓海岸警衛隊約3,000名人員）和約12,000名預備人員。

## 歷史
- 2015年7月23日，澳大利亞海軍贈送給菲律賓海軍兩艘重型登陸艇，從澳大利亞出發。
- 2015年8月7日，兩艘登陸艇抵達菲律賓海軍艦隊總部。
- 2015年8月10日，這一天舉行接收儀式，由其海軍司令主持，總統亦出席，並同時命名為伊瓦坦號和巴塔克號。
- 2016年5月14日，首艘SSV戰略海軍船BRP Tarlac（LD-601）號抵達馬尼拉
- 2018年5月8日，韓國現代重工企業將要為菲律賓建造3,000噸級的多功能飛彈護衛艦，總數為2艘。總裁康煥古（Hwan-Goo Kang）與菲律賓國防部長德爾芬·洛倫扎納（Delfin Lorenzana）一同參加第一艘巡防艦的切鋼儀式。海軍情報網（navyrecognition）報導，此艦是現代重工設計的大邱級巡防艦的縮小版，大邱級的全長122公尺、全寛14公尺，吃水4.15公尺，排水量3,650噸，然而菲律賓版本的長度為107公尺，全寛12公尺，吃水為4公尺。因此標準排水量縮小為約為3,000噸。推進裝置採用4具柴油發動機，不是大邱級的燃氣渦輪，因此航速也比較慢，最大航速為25節。這型簡化版的飛彈巡防艦性能也不差，採用德國Hensoldt公司的 TRS-3D Baseline D多模式C波段相控陣雷達、義大利 李奧那多公司Selex ES NA-25X射控雷達。主要武裝是1具76公釐艦砲、1具30公釐快砲、4枚韓製SSM-700K海星反艦飛彈、4枚西北方近距離防空飛彈、2具藍鯊魚雷發射器與8具垂直發射器（哪一型防空飛彈還不明）。後方的直升機甲板可以容納1架AW159 野貓反潛直升機，除了反艦作戰，也可以擔任人員運輸。目前1號艦已於2020年7月10日服役；2018年9月開始建造2號艦，2021年3月19日服役。
- 2021年12月28日，菲律賓國防長羅倫沙納宣布，向南韓「現代重工」（HHI）採購2艘3,200噸級海防巡邏艦（Corvette），預計2026年前完成交艦。排水量達3,200噸，全長達115公尺，最大航速25節，配備16管垂直發射系統，以及8枚反艦飛彈、76公厘主砲，與作為近迫武器系統的35公厘快砲，以及主動電子掃描陣列（AESA）雷達[1]。
- 2024年1月，菲律宾政府批准一项2013年为应对中国在南海的侵略而启动的三阶段现代化计划的最后阶段。总统小费迪南德·马科斯签署为名「新地平线3」的最终计划，将在10年内花费高达2万亿菲律宾比索（350亿美元），主要增强菲律宾海军的防御能力，以应对新出现的威胁[2]。
- 2025年7月6日，日本《讀賣新聞》報導，日本與菲律賓政府已達成初步共識，將把6艘即將退役的海上自衛隊阿武隈級護衛艦，出口給菲律賓[3]。

## 主要武器裝備

### 艦艇

#### 現役/將服役
巡防艦（Frigates）：
- 何塞·黎剎級巡防艦：以韓國海軍仁川級巡防艦為藍圖設計。
  - 首艦何塞·黎刹號（FF-150）於2020年7月10日服役。
  - 二號艦安東尼奧·盧納號（FF-151），2021年3月19日服役。

- HDC-3100型巡防艦：以韓國海軍大邱級巡防艦縮小版。
  - 首艦馬爾瓦號巡防艦於2025年4月8日服役
  - 二號艦於2025年3月27日下水。

巡邏艦（Corvettes）：
- 孔雀級巡邏艦：PS-35 埃米利奧·哈辛托（Emilio Jacinto）、PS-36 阿波里納里奧·馬比尼（Apolinario Mabini）、PS-37 阿特米奧·理查（Artemio Ricarte）
- 飓风级沿海巡逻艇：PS-38颶風號（USS Cyclone，PC-1）、季風號（USS Monsoon，PC-4）、焚風號（USS Chinook，PC-9）
- 浦项级轻型护卫舰：韓國將忠州號（PCC-762）贈送菲律賓海軍，菲律賓政府於2017年批准採購「克拉多葉號」巡邏艦，該計畫包含彈藥、維護和人員訓練，共耗費約2億5,000萬披索（約新台幣1億5,313萬元）的經費。2019年8月5日，移交菲律賓海軍服役，改名為「康拉多·雅普號巡邏艦」（舷號：PS-30）。

兩棲艦艇：
- 两栖坦克登陆舰20艘
- 中型登陆舰4艘
- Balikpapan級重型登陸艇（LCH）：AT-298 伊瓦坦號、AT-299 巴塔克號
- 丹轆級船塢登陸艦（基於印度尼西亚海军塔拉拉克级两栖攻击舰建造）
  - 丹辘号2016年1月18日下水，2016年6月1日入役。
  - 南达沃号2016年9月29日下水，2017年5月31日入役。

支援艦艇：
- 大型登陆支援舰3艘，載通用登陆船38艘
- 滚装船2艘

巡邏艇（Patrol craft）：
- 13艘巡逻艇
- 25艘快速巡逻艇
- 葛雷戈里奧·德爾·皮拉爾級巡防艦（漢密爾頓級巡邏艦）：PS-15 葛雷戈里奧 德爾 皮拉爾、PS-16 拉蒙・阿卡拉茲、PS-17 安德烈·滂尼發秀2019年4月5日降編為巡邏艇。
- 阿瓦雷茲級巡邏艇（颶風級沿海巡邏艇）：迪亞茲號（PS-177）、迪瓦號（PS-178）

。
多用途攻擊艇（MPAC）：
- 2009年，臺灣龍德造船廠生產的多用途攻擊艇（未證實）

### 飛機
- TC-90巡邏機，日本援贈5架，2017年移交2架，2018年移交3架。
- 阿古斯塔韦斯特兰AW109直升机，意大利售賣5架，2013年移交3架，2014年移交2架。
- 李奧納多AW159野貓直升機

### 反艦飛彈
菲律賓向印度採購3套布拉莫斯岸置反艦飛彈系統，每套布拉莫斯系統，除了 3 輛配備有 3 發導彈的發射車，也包括對海搜索雷達等配套裝備。以抗衡中國在南海的擴張。
韓國LIGNex1 SSM-700K C-Star 海星反艦飛彈。

#### 計畫中
- 基洛級潛艇2-3艘。
- 驅逐艦1艘。
- 浦項級輕型護衛艦2艘，韓國擬再贈與2艘。
- 訂購以色列9艘「翠鳥5型」（Shaldag Mk.V）快速巡邏艇，已有2艘服役。
- 日本即將退役的海上自衛隊阿武隈級護衛艦6艘。

#### 已退役
- 坎農級護航驅逐艦：PF-11 拉賈・胡馬邦（2018年退役）
- 黎刹級巡邏艦：PS-70、PS-74
- 馬爾瓦級巡邏艦

PS-18、PS-19、PS-20、PS-22、PS-23、PS-28、PS-29、PS-30、PS-31班詩蘭號護衛艦（於2023年4月26日成為「肩並肩」聯合軍演的靶船）、PS-32、PS-33
- 哈尼特縣號坦克登陸艦：馬德雷山號登陸艦（BRP Sierra Madre (LT-57)）
- BRP 「卡里拉亞湖」（BRP Lake Caliraya）補給油輪（2020年退役）